# Bolivia Open
Il Bolivia Open è un torneo professionistico di tennis giocato sulla terra rossa del Club de Tenis Santa Cruz di Santa Cruz de la Sierra in Bolivia dal 2024. Il torneo fa parte della categoria WTA 125.
É il primo torneo del circuito maggiore a disputarsi in Bolivia nel calendario femminile.

## Albo d'oro

### Singolare
| Anno | Categoria | Campionessa | Finalista       | Punteggio   |
| ---- | --------- | ----------- | --------------- | ----------- |
| 2024 | WTA 125   | Anca Todoni | Emiliana Arango | 7-6(5), 6-0 |

### Doppio femminile
| Anno | Categoria | Campionesse                          | Finaliste                         | Punteggio |
| ---- | --------- | ------------------------------------ | --------------------------------- | --------- |
| 2024 | WTA 125   | Nuria Brancaccio Leyre Romero Gormaz | Aliona Bolsova Valerija Strachova | 6-4, 6-4  |